# Здравка (кратер)
Вижте пояснителната страница за други значения на Здравка.
Здравка (на английски: Zdravka) е ударен кратер разположен на планетата Венера. Той е с диаметър 12,5 km, и е кръстен на българското женско име Здравка.